# Sandra Destenave
Sandra Destenave (Chihuahua, Mexikó, 1972. november 6. –) mexikói színésznő, műsorvezető.

## Élete és pályafutása
1972. november 6-án született Chihuahuában. Első szerepét 2001-ben játszotta. 2006-ban a Telemundóhoz szerződött. Kapcsolata volt Jorge Luis Pila színésszel, akit az Aurora forgatásakor ismert meg. 2013-ban hozzáment Felipe Gómezhez. 2014-ben megszületett kislánya, Luciana.

## Filmográfia
- Muy padres (2017) Silvia Juárez de Villagrana
- Éld az életem! (2015–2016) - Fabiola Carbajal (Magyar hang: Solecki Janka)
- Marido en alquiler (2013–2014) - Esther Salas de Palmer
- 11-11 En mi cuadra nada cuadra: Patricia (2013)
- Utolsó vérig (El rostro de la venganza) (2012–2013) - Sor Luisa / Marcia Rey (Magyar hang: Kiss Eszter)
- Relaciones peligrosas (2012) - Carmen de Blanco
- A császárnő (Emperatriz) (2011) - Marlene Martínez
- Aurora (2010–2011) - Natalia Suárez
- Ella y el candidato (2010)
- A cada quien su santo (2010)
- Secretos del alma (2008–2009) - Cecilia
- Lo que la gente cuenta (2008–2009)
- Vivir sin ti (2008) - América
- Bajo amenaza: 42 km de angustia (2008)
- A partir de ti (2007)
- Luna roja (2007)
- Cinco minutos de espera (2006)
- Marina (2006) - Adriana (Magyar hang: Pupos Tímea)
- Decisiones (2006)
- De volada (2005) Önmaga - Hostess
- Partes usadas (2005)
- Promesa básica (2004)
- XH Gente (2004) - Önmaga / Hostess
- Espacio 2004 (2004) - Önmaga / Hostess
- Amarte es mi Pecado (2004)
- Amy, la niña de la mochila azul (2003) - Graciela
- Niña, amada mía (2003)
- Espacio 2003 (2003) (Önmaga / Hostess)
- A szerelem ösvényei (Las vías del amor) (2002-2003) - Mireya
- Clase 406 (2002–2003)
- Espacio 2002 (Önmaga / Hostess)  (2002)
- Szeretők és riválisok (2001)
- Mujer, Casos de la Vida Real (2000–2005)